# 774
774 (DCCLXXIV, na numeração romana) foi um ano comum do século VIII, do Calendário Juliano, da Era de Cristo, teve início a um Sábado e terminou também a um Sábado, e a sua letra dominical foi B.
| Ano completo                   |
| ------------------------------ |
| Ano comum com início ao sábado |

## Eventos
- Término do reinado de Aurélio das Astúrias.
- Início do reinado de Silo das Astúrias. Neste reinado, verificaram-se dificuldades dos Asturianos face à resistência da Galiza.
- Queda do último rei lombardo, Desidério.
- Conquista por parte de Carlos Magno do Reino Lombardo

## Nascimentos
- Heizei, 51º imperador do Japão.